# Азійський квартал (Париж)
48°49′20″ пн. ш. 2°21′55″ сх. д. / 48.82222222° пн. ш. 2.36527778° сх. д.
Паризький чайна-таун чи азійський квартал (фр. quartier asiatique de Paris) знаходиться в 13-му окрузі французької столиці навколо проспектів Іврі і де Шуазі.
Це найбільший азійський квартал в Європі. Жителі кварталу — здебільшого емігранти з В'єтнаму, Китаю, Лаоса і Камбоджі, а також китайці Французької Полінезії і Французької Гвіани, в'єтнамці з Нової Каледонії — утворюють місцеву азійську громаду.

## Історія
У 1920-ті роки китайські студенти, які жили в 13-му окрузі, створили французьку секцію Комуністичної партії Китаю.
Першою в порожніх висотних будівлях, під назвою «Олімпіади», 13-го округу Парижа влаштувалася на початку 1980-х рр.. комуна віруючих в'єтнамців (des Theochew), яка була змушена покинути комуністичний В'єтнам.

## Галерея

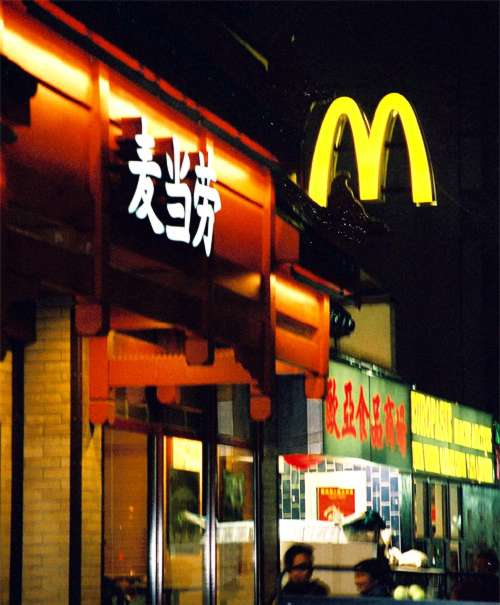
Мікс культур в Triangle de Choisy.
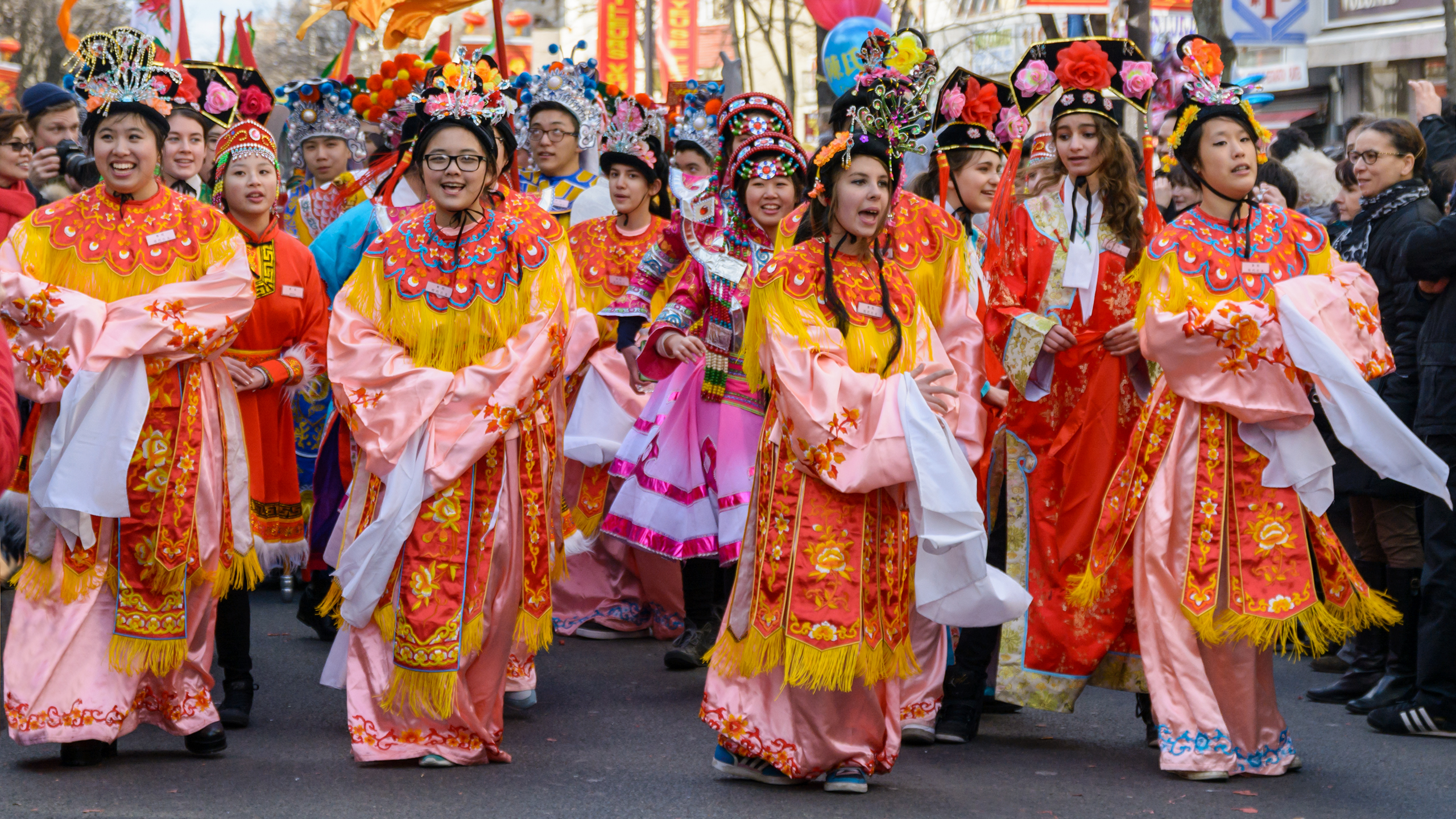
Китайський новорічний парад в 2015.
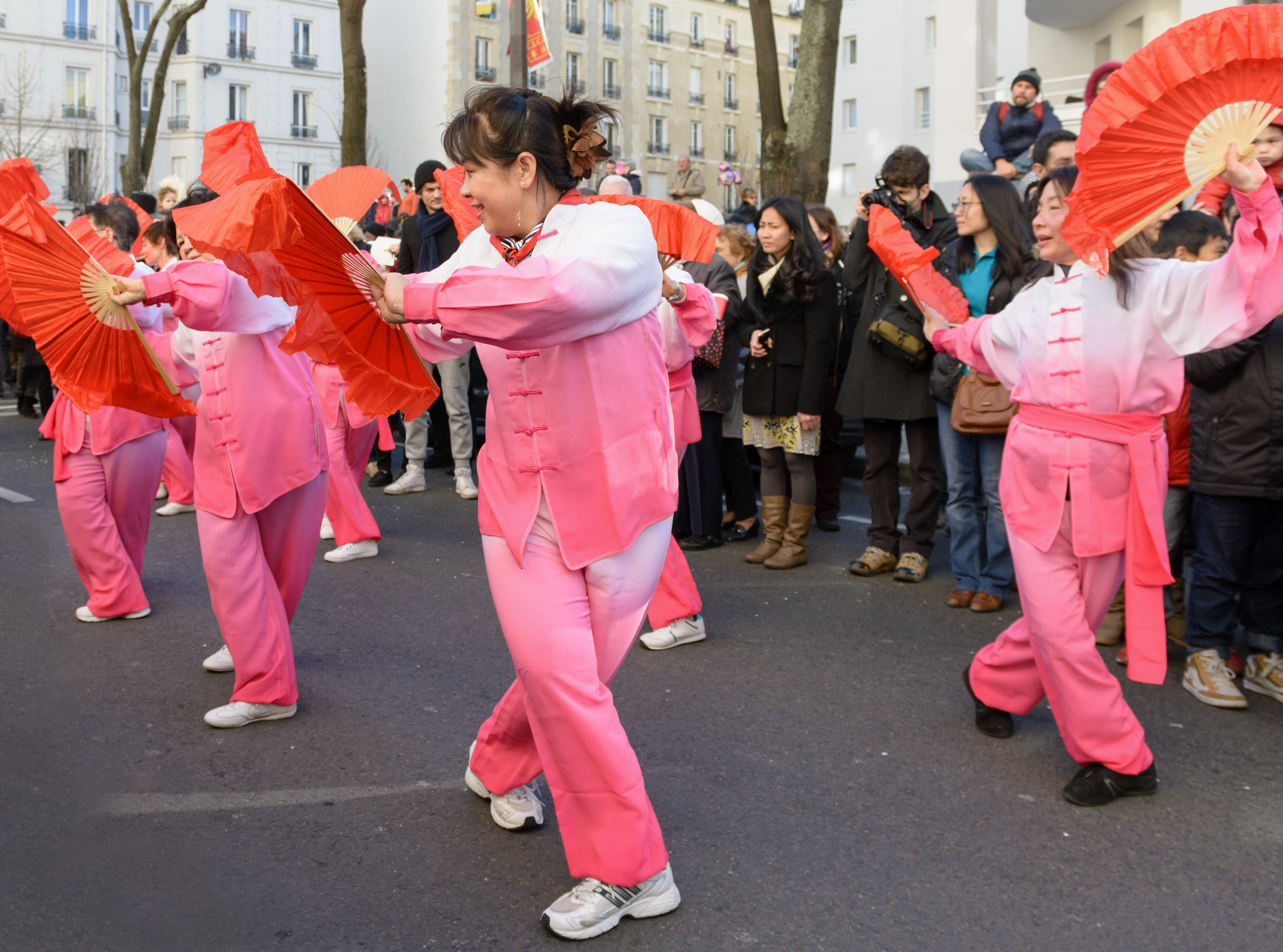
Китайський новорічний парад в 2015.
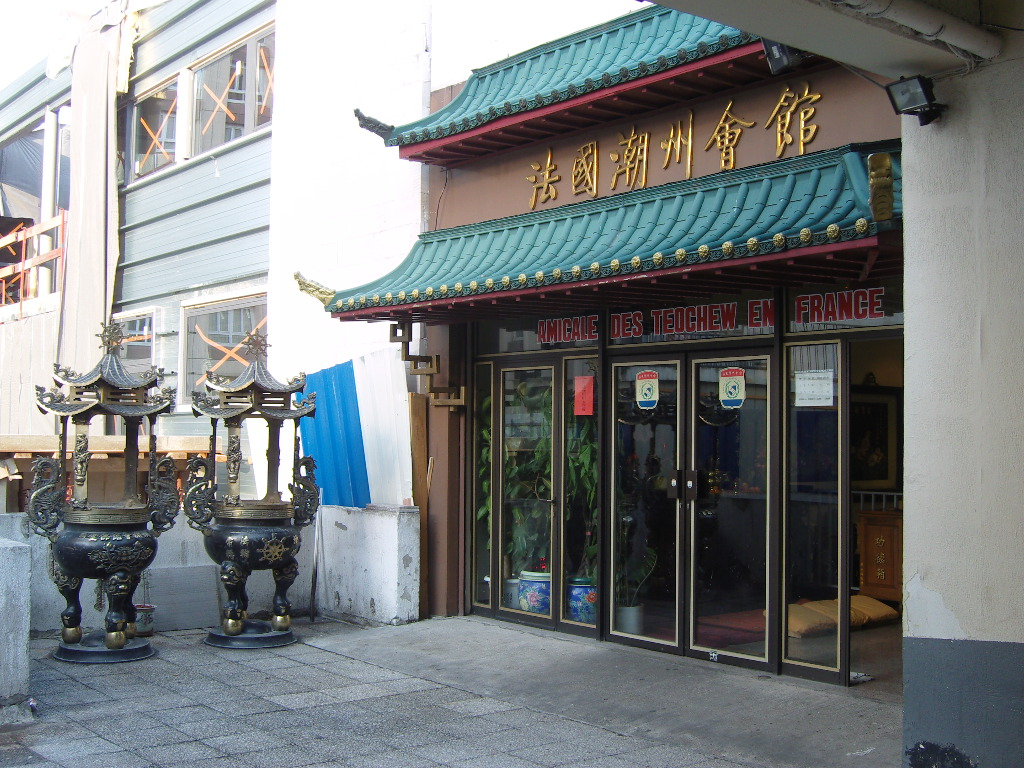
Чаочжоу Асоціація у Франції.